# Distretto di Huancayo
Il distretto di  Huancayo è uno dei ventotto distretti della provincia di Huancayo, in Perù. Si trova nella regione di Junín e si estende su una superficie di  237,55 chilometri quadrati.